# Oscar Piastri
Oscar Piastri, född 6 april 2001 i Melbourne, är en australisk racerförare som sedan 2023 kör för McLaren i Formel 1. Han var tidigare reservförare för Alpine F1 och McLaren, och tillhörde även Alpines förarakademi under junioråren. Han har vunnit Formula Renault Eurocup 2019, F3-mästerskapet 2020, och 2021 vann han F2-mästerskapet med Prema Racing.

## Karriär

### Junior
Piastri föddes i Melbourne av italiensk-australiska föräldrar. Han tävlade med radiostyrda bilar på nationell nivå innan han började sin kartingkarriär 2011. Efter att ha blivit professionell och tävlat i olika australiska lopp och mästerskap 2014, började Piastri tävla i europeiska och andra CIK-FIA-sanktionerade kartingmästerskap med Ricky Flynn Motorsport året därpå. Han flyttade till Storbritannien för att fortsätta sin racingkarriär 2016, och slutade sexa i 2016 års världsmästerskap i Bahrain.
I början av 2016 fick Piastri sitt första stora sponsorskap av HP Tuners (grundat och ägt av hans far), som hjälpte till att finansiera hans racingkarriär. Senare under 2016 gjorde Piastri sin F4-debut med Dragon F4, och tog två pallplatser, samt sjätte plats i mästerskapet.
2017 utsågs Piastri som en del av TRS Arden Junior Teams för det brittiska F4-mästerskapet. Där tog han sex vinster och sex pole positions, och slutade tvåa i mästerskapet efter Jamie Caroline.

### Formel 1
Piastri blev del av Renault Sport Academy i januari 2020. Efter att ha säkrat FIA Formel 3-mästerskapet 2020, belönades Piastri för sina insatser av Renault F1 med ett young drivers test i Bahrain den 31 oktober 2020 tillsammans med Christian Lundgaard och Zhou Guanyu. Säsongen 2021 skulle Piastri bli en del av den omdöpta Alpine Academy tillsammans med Zhou, Lundgaard, Victor Martins och Caio Collet.
Piastri var reservförare för Alpine i Formel 1-mästerskapet 2022, samtidigt som han även var reservförare för McLaren F1. Under säsongen testade han F1-bilar på olika banor runt om i världen.

#### Kontrovers
Den 2 augusti 2022 offentliggjorde Alpine sina förare för säsongen 2023, där de meddelade att Piastri skulle ersätta Fernando Alonso som skrivit flerårskontrakt med Aston Martin och därmed lämnar Alpine F1. Emellertid meddelade Piastri, en timme efter Alpines uttalande, via Twitter att inget kontrakt hade skrivits, och att han inte kommer att köra för teamet under säsongen 2023.

#### McLaren (2023–)
Den 2 september offentliggjorde McLaren F1 att de skrivit förarkontrakt med Piastri för säsongen 2023.

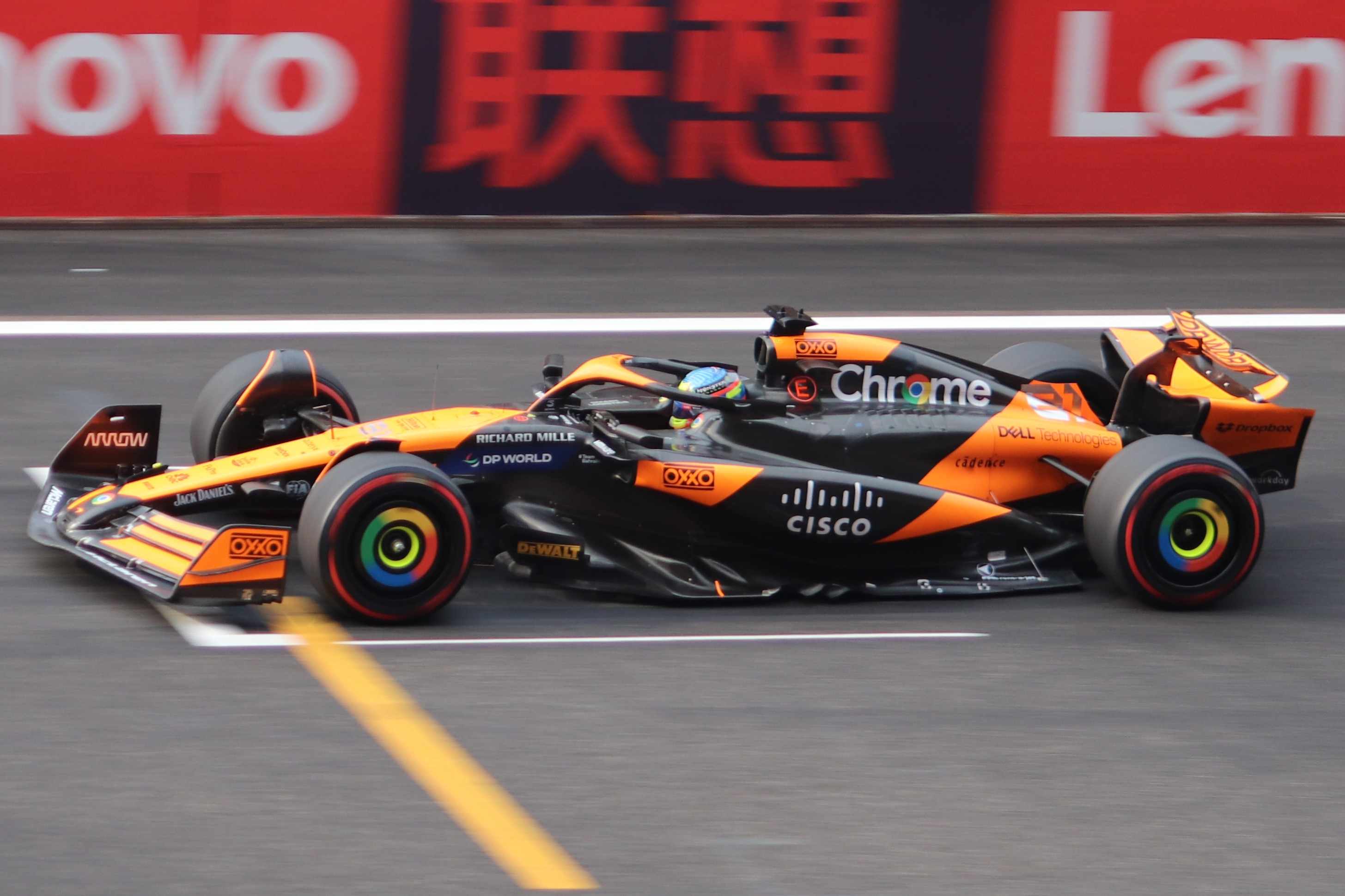
Piastri i sin McLaren vid Kinas Grand Prix 2024.

Piastri tog sin första seger i Formel 1 i Ungerns Grand Prix 2024, efter att ha kvalat in på andra plats, med teamkamraten Lando Norris i pole position. Piastri tog ledningen i första kurvan och ledde sedan majoriteten av loppet, innan han gick i depå efter Norris, vilket gjorde att Norris kommit före Piastri efter stoppet. McLaren åberopade sedan teamorder till Norris, och beordrade honom att ge positionen till Piastri, trots att Norris byggt upp 6 sekunders lucka till Piastri. Bilarna bytte position på varv 66, och Piastri kunde ta sin första seger. Han blev den 115:e föraren, samt den femte australiska föraren att vinna ett lopp.

## Karriär
| Säsong  | Serie                     | Team                  | Lopp | Vinster | Poles | F/varv | Podier | Poäng | Placering |
| ------- | ------------------------- | --------------------- | ---- | ------- | ----- | ------ | ------ | ----- | --------- |
| 2016–17 | Formel 4 UAE Championship | Dragon F4             | 11   | 0       | 0     | 0      | 2      | 94    | 6:a       |
| 2017    | F4 brittiska mästerskapet | TRS Arden Junior Team | 30   | 6       | 6     | 5      | 13     | 376,5 | 2:a       |
| 2017    | Formel Renault NEC        | Arden Motorsport      | 2    | 0       | 0     | 0      | 0      | 26    | 21:a      |
| 2018    | Formel Renault Eurocup    | Arden Motorsport      | 20   | 0       | 0     | 0      | 3      | 110   | 8:a       |
| 2018    | Formel Renault NEC        | Arden Motorsport      | 8    | 0       | 0     | 0      | 0      | 0     | NC†       |
| 2019    | Formel Renault Eurocup    | R-ace GP              | 19   | 7       | 5     | 6      | 11     | 320   | 1:a       |
| 2020    | FIA Formel 3-mästerskap   | Prema Racing          | 18   | 2       | 0     | 4      | 6      | 164   | 1:a       |
| 2021    | FIA Formel 2-mästerskap   | Prema Racing          | 23   | 6       | 5     | 6      | 11     | 252,5 | 1:a       |

### Formel 1-karriär
| Säsong            | Stall/Tillverkare   | Placering         | Lopp | Poäng | Etta | Tvåa | Trea | Pole | Varv |
| ----------------- | ------------------- | ----------------- | ---- | ----- | ---- | ---- | ---- | ---- | ---- |
| 2023              | McLaren F1-Mercedes | 9                 | 22   | 97    | 0    | 1    | 1    | 0    | 2    |
| 2024              | McLaren F1-Mercedes | 4                 | 24   | 292   | 2    | 4    | 3    | 0    | 1    |
| 2025              | McLaren F1-Mercedes | 1                 | 13   | 266   | 6    | 2    | 3    | 4    | 4    |
| Sammanlagt (2025) | Sammanlagt (2025)   | Sammanlagt (2025) | 59   | 655   | 8    | 7    | 6    | 4    | 7    |

| 1. Ungern 2024 2. Azerbajdzjan 2024 3. Kina 2025 4. Bahrain 2025 5. Saudiarabien 2025 6. Miami 2025 7. Spanien 2025 8. Belgien 2025 |

| 1. Qatar 2023 2. Monaco 2024 3. Österrike 2024 4. Belgien 2024 5. Italien 2024 6. Österrike 2025 7. Storbritannien 2025 |

| 1. Japan 2023 2. Singapore 2024 3. Qatar 2024 4. Emilia-Romagna 2025 5. Monaco 2025 |

| 1. Kina 2025 2. Bahrain 2025 3. Emilia-Romagna 2025 4. Spanien 2025 |

| 1. Italien 2023 2. Las Vegas 2023 3. Miamis 2024 4. Bahrain 2025 5. Spanien 2025 6. Österrike 2025 7. Storbritannien 2025 |